# Карповская (Нижнеслободский сельсовет)
Карповская — деревня в Вожегодском районе Вологодской области на реке Муж.
Входит в состав Нижнеслободского сельского поселения, с точки зрения административно-территориального деления — в Нижнеслободский сельсовет.
Расстояние по автодороге до районного центра Вожеги — 55 км, до центра муниципального образования Деревеньки — 6 км. Ближайшие населённые пункты — Митинская, Юрковская, Тоделовская.
По переписи 2002 года население — 3 человека.